# Taufstein von Binscheid
Der Taufstein in Binscheid, einem Ortsteil von Üttfeld im Eifelkreis Bitburg-Prüm in Rheinland-Pfalz ist ein Kulturdenkmal.

## Geographische Lage
Der Taufstein befindet sich heute zentral im Ortsteil Binscheid direkt neben der Südseite der Pfarrkirche St. Nikolaus innerhalb einer ebenen Grünfläche. Der ursprüngliche Standort ist unbekannt.

## Ein christianisierter Menhir?
Der Legende nach handelt sich um einen christianisierten Menhir, der vom Heiligen Willibrord zu einem Taufbecken umgearbeitet wurde. Er diente danach zur Taufe der ersten Christen.

## Ein Taufstein aus Arkose
Nach neueren wissenschaftlichen Untersuchungen handelt es sich nicht um einen ehemaligen  Menhir, sondern um einen romanischen Taufsteine des 12. oder 13. Jahrhundert aus Arkose, hergestellt in Steingruben die heute auf belgischem Territorium liegen. In Belgien und Luxemburg sind etwa 40 solche Taufsteine erhalten geblieben.

## Beschreibung
Ein recht dünner Sockel läuft erkennbar kegelförmig nach oben zu und wird anschließend auf etwas weniger als halber Höher des Steins wieder deutlich breiter. Ein eingearbeiteter Absatz an der schmälsten Stelle lässt die Struktur des Taufbeckens deutlich erkennen.  Der Taufstein ist vergleichbar mit dem Romanischen Taufstein von Eschfeld.
Siehe auch: Liste der Kulturdenkmäler in Eschfeld